# Krásný Les (ort i Tjeckien, lat 50,94, long 15,13)
Krásný Les är en ort i Tjeckien. Den ligger i den norra delen av landet, 110 km nordost om huvudstaden Prag. Krásný Les ligger 343 meter över havet och antalet invånare är 432.
Terrängen runt Krásný Les är platt åt nordväst, men åt sydost är den kuperad.Runt Krásný Les är det ganska tätbefolkat, med 54 invånare per kvadratkilometer. Närmaste större samhälle är Liberec, 19,9 km söder om Krásný Les. I omgivningarna runt Krásný Les växer i huvudsak blandskog.